# Ulrich Naumann
Ulrich Naumann (* 1946 in Marburg) ist ein deutscher Bibliothekswissenschaftler.

## Leben
Er studierte Volkswirtschaftslehre an der Universität Marburg, wo er 1974 mit einer Arbeit über Kommunikationsprobleme in Filialbetrieben zum Dr. rer. pol.  promoviert wurde. Weitere Stationen waren eine Dozentur an der Bibliotheksschule in Frankfurt am Main, mit gleichzeitigem Fachreferat, die Herstellung der Hessischen Bibliographie, die Leitung der Benutzerabteilung der Universitätsbibliothek der Freien Universität Berlin und schließlich seit 1991 die Leitung der Universitätsbibliothek. Seit 1976 war er in der Ausbildung tätig. Von 1995 bis 2015 lehrte er als Honorarprofessor an der Humboldt-Universität zu Berlin.
Seine Lehr- und Forschungsgebiete sind Bibliotheksbau und Betriebswirtschaftslehre der Bibliotheken.

## Schriften (Auswahl)
- Kommunikationsprobleme im Filialbetrieb. Ein Beitrag zur system- und kommunikationstheoretischen Analyse eines räumlich dezentralisierten Betriebes. Göttingen 1975, ISBN 3-525-86013-7. doi:10.17169/refubium-19458
- Ein Modellprogramm für die Erstbenutzerschulung. Bericht über ein von der Deutschen Forschungsgemeinschaft gefördertes Projekt an der Stadt- und Universitätsbibliothek Frankfurt . Berlin 1982, ISBN 3-87068-820-3.